# Alex Moulton
Pour les articles homonymes, voir Moulton.
Alex Moulton (né le 9 avril 1920, et mort le 9 décembre 2012) est un ingénieur britannique en mécanique, spécialisé dans les suspensions et qui est le père des vélos à petites roues. Il a notamment collaboré au vélo Brompton et a fondé la marque Moulton Bicycle Company (en).

## Biographie
Alex Eric Moulton est né en 1920. Il fait ses études au Marlborough College et au King's College (Cambridge). Ses études sont interrompues par la Seconde Guerre mondiale, durant laquelle il travaille comme ingénieur aéronautique pour la Bristol Aeroplane Company. Après la guerre, il rejoint l'entreprise familiale Spencer Moulton et développe des suspensions caoutchouc, entre autres pour la Morris Minor (cette suspension résistera à un test de 1 000 miles sur pavés à la Motor Industry Research Association, MIRA). Il a collaboré avec Alec Issigonis à la British Motor Corporation (BMC) pour la conception de la Morris Mini.
Il s'intéresse à la bicyclette en 1956 : durant la crise de Suez, l'essence était rationnée et le vélo était un mode de transport populaire. En 1959, il décide de concevoir une nouvelle bicyclette « révolutionnaire ». Le vélo couché lui semble peu stable à faible vitesse et trop bas dans la circulation automobile, il décide donc de conserver une position assise droite. Ce qui l'incommode le plus était la barre transversale ; la modification du cadre nécessite à son avis une réduction de la taille des roues. L'utilisation du changement de vitesse dans le moyeu permet alors d'avoir le même développement qu'avec une grande roue.
Il étudie donc la mécanique des petites roues (stabilité et effet gyroscopique, adhérence), et il en conclut qu'il faut un pneu très gonflé (environ 6 bars) et des suspensions pour amortir les vibrations. En 1974, il présente des résultats à la Royal Institution montrant que ce sont les roues de 17" (43 cm) qui présentaient le meilleur rapport vitesse/puissance nécessaire.
Le premier vélo à petites roues est commercialisé en 1962, fabriqué dans un atelier de 900 m² sur la propriété familiale. La fabrication est assurée par BMC de 1963 à 1967, puis par la Raleigh Bicycle Company.

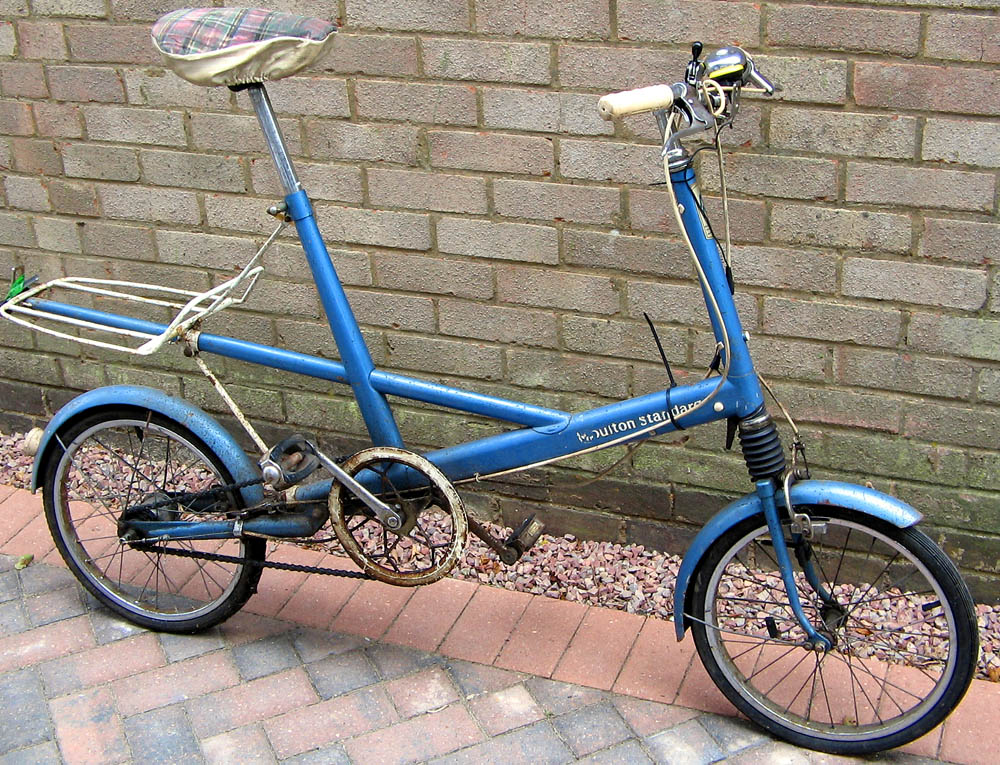
Vélo Moulton standard M1 « New Look » de 1965-1966.

À la fin des années 1970, il décide de travailler sur un vélo démontable. C'est à ce moment qu'il est contacté par Andrew Ritchie. De leur collaboration naîtra le vélo pliable Brompton.
Cependant, Alex Moulton n'est pas particulièrement intéressé par les vélos pliables, il préfère le concept de cadre séparable. En désaccord avec Rayleigh, il décide de faire fabriquer ses nouvelles bicyclettes par son atelier à Bradford-on-Avon. Le cadre présentait une faiblesse en raison de la soudure à angle droit ; afin de renforcer ce point sans introduire de barre transversale, il conçoit un cadre en Y. Puis, sur la suggestion d'un ami, il décide de réduire le poids du cadre. Pour cela, il conçoit un cadre en mini-tubes avec des renforts, du type des structures des grues de chantier. Il travaille pour cela avec un de ses amis, Stuart Smith, du Royal College of Art. Ce cadre « structure spatiale », le spaceframe, est finalisé en 1979.
Pour la suspension avant, il utilise un système de torsion en caoutchouc ; cela permet d'éviter les problèmes de la fourche télescopique, et notamment du plongement lorsque l'on freine.
Ce nouveau vélo, l'AMB (Alex Moulton Bicycle), sort en 1983. Rayleigh étant toujours propriétaire de la marque Moulton, il les vend sous la marque AM.
En 1997, à la demande du directeur technique de l'usine automobile de Crewe (qui appartient maintenant à BMW/Volkswagen), il conçoit une transmission à courroie, mais elle se révèle peu performante, en particulier lorsqu'il neige.

## Sources
- (en) Peter Henshaw, « History — Moulton », A to B, The Friary Press Ltd., nos 58 et 59,‎ février et avril 2007